# Таунсенд (Монтана)
Таунсенд (енгл. Townsend) град је у америчкој савезној држави Монтана.

## Демографија
По попису из 2010. године број становника је 1.878, што је 11 (0,6%) становника више него 2000. године.
| Група             | 2000.         | 2010.         |
| Белци             | 1.797 (96,3%) | 1.760 (93,7%) |
| Афроамериканци    | 2 (0,1%)      | 3 (0,2%)      |
| Азијати           | 0 (0,0%)      | 6 (0,3%)      |
| Хиспаноамериканци | 33 (1,8%)     | 53 (2,8%)     |
| Укупно            | 1.867         | 1.878         |